# LAME
LAME is een opensource MP3-encoder. De naam is een recursief acroniem en staat voor "Lame Ain't an MP3 Encoder". LAME wordt vanwege het opensourcekarakter in veel andere software ingebouwd en gebruikt. In cd-rip-software komt men vaak LAME tegen. De kwaliteit kan zich meten met die van commerciële MP3-encoders. Momenteel zijn er geen Windows-binaries beschikbaar voor LAME. Wel is de broncode te downloaden vanaf de website.

## Naam
LAME was ooit gewoon een groep patches tegen de apart verdeelde ISO-voorbeeldbroncode. Merk op dat het beweert geen encoder te zijn. De ISO-code had een beperkende licentie maar was gratis verkrijgbaar.
In mei 2000 werd de laatste versie van de ISO-broncode opnieuw geïmplementeerd. Recente versies van LAME hebben de ISO-broncode niet meer nodig om gecompileerd te kunnen worden.
Omdat recente LAME-versies niet langer een patch voor de ISO-encodercode zijn, is LAME nu een MP3-encoder op zichzelf. Het acroniem is nu een foute benaming.

## Geschiedenis en ontwerp
Het ontwerp van LAME startte rond het midden van 1998. Mike Cheng startte het als een groep aanpassingen voor de "8Hz-MP3"-encoderbronnen, waardoor LAME 1.0 ontstond. Nadat anderen zich vragen stelden over de kwaliteit ervan besloot hij om opnieuw te beginnen en zich op de "dist10"-MPEG-referentiesoftwarebronnen te baseren. Zijn doel was enkel om de dist10-bronnen te versnellen en zijn kwaliteit ongemoeid te laten. Die tak (een patch voor de referentiebronnen) werd Lame 2.0. Het project werd al snel een team-project. Mike Cheng stopte met het leiderschap en begon te werken aan tooLAME (een MP2-encoder).
Mark Taylor begon dan met te streven naar een verbeterde kwaliteit boven op een hogere snelheid en bracht versie 3.0 uit.
Daarin zat gpsycho, een nieuw psychoakoestisch model dat hij ontworpen heeft. Dit was het begin van het ontwerpen met verbeterde kwaliteit als doel.

### Verbeteringen
Enkele belangrijke verbeteringen in chronologische volgorde:
- Mei 1999: Een nieuw psychoakoestisch model (gpsycho) werd samen met LAME 3.0 uitgebracht.
- Juni 1999: De eerste variabele bitrate-implementatie wordt uitgebracht. Vroeg hierna kon LAME ook lagere samplingfrequenties van MPEG-2 aan.
- November 1999: LAME verandert van een GPL-licentie naar een LGPL-licentie waardoor het toegelaten is om het in gesloten-bron toepassingen te gebruiken.
- Mei 2000: De laatste stukken van de originele ISO-voorbeeldbroncode zijn verwijderd. LAME is nu geen patch meer maar een volwaardige encoder.
- December 2003: aanzienlijke verbeteringen aan de standaard instellingen, tezamen met een verbeterde snelheid. LAME vereist niet langer van de gebruiker om moeilijke parameters op te geven om goede resultaten te bekomen.
- Mei 2007: Standaard variabele bitrate-coderingssnelheid is sterk verbeterd.

## Octrooien en rechtszaken

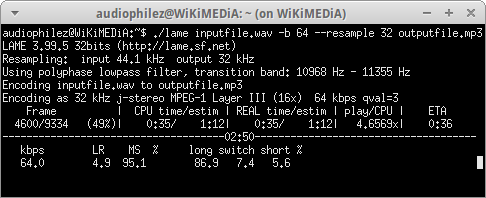
LAME v3.99.5

Zoals alle MP3-encoders implementeert LAME enkele technologieën die door octrooien van onder andere de Fraunhofer-Gesellschaft worden beschermd.
De ontwikkelaars van LAME verdelen de licentie voor die technologieën in deze octrooien niet zelf. Het verspreiden van gecompileerde versies van LAME, zijn bibliotheken of van LAME afgeleide werken kan in landen die de octrooien erkennen als schending van de rechten gezien worden.
De ontwikkelaars van LAME beweren dat, doordat hun code enkel in de vorm van broncode uitgebracht wordt, het als een beschrijving van een MP3-encoder beschouwd kan worden en dus zelf geen rechten schendt. Tegelijkertijd raden ze aan om een licentie op alle aanverwante technologieën die LAME gebruikt aan te vragen alvorens een gecompileerde versie van de encoder in een ander product uit te brengen.
In 2005 werd beweerd dat de Extended Copy Protection-software op sommige compact discs van Sony delen van de LAME-library gebruikte zonder te voldoen aan de voorwaarden van de LGPL.